# Copa de la Segunda División de México
La Copa de la Segunda División Mexicana fue fundada en la temporada 1950-51 de la Segunda División Mexicana. Fue un torneo que servía para aquellos equipos que no pudieron calificarse a la liguilla de liga y ser campeones del torneo, siendo como recompensa la cantidad de un millón de dólares. Originalmente disputada con el formato de su similar de Primera División, dejó de disputarse en el torneo de 1971-72, siendo restablecida 31 años después, en la renovada segunda división. Se disputaba en cada una de sus ligas, la Liga Premier y la Liga de Nuevos Talentos.

## Formato de Competencia
En cada una de las ligas se disputa la temporada regular por cada torneo, los primeros ocho (cuatro de cada grupo) avanzan a sus respectivas liguillas para determinar al campeón de la liga, los siguientes cuatro de cada grupo accedían a la liguilla de copa. Cabe destacar que si un equipo no tenía derecho a ascenso, o era filial no podía disputar la liguilla de liga, así que si estaba en puestos más altos accedía directo a la Copa, y cedía su lugar a equipos que sí podían ascender.

## Historia
El torneo de Copa de la Segunda División se inauguró en el año de 1952. Tuvo una duración de 20 años, pues de 1952 a 1972 se jugó de manera ininterrumpida, destacando la participación del club Poza Rica que resultó campeón en 7 ocasiones.
En la temporada 1995-96 se revivió el torneo de copa de la división, con la participación de los equipos que no clasificaron a la liguilla. Por muchos que fueron los esfuerzos la temporada siguiente no hubo torneo de copa. Fue hasta el año 2013 donde se revive la competición, que al igual que en 1995, el torneo lo conforman los equipos que no clasifican a la liguilla. Sin embargo para el 2015 se deja de disputar el torneo de copa debido a que se introdujeron equipos filiales de la Primera División a la Segunda División y se creó una liguilla de filiales.

## Historial
| Temporada     | Campeón             | Resultado (Global)                        | Subcampeón      |
| ------------- | ------------------- | ----------------------------------------- | --------------- |
| 1950-1951     | Irapuato            | 2-1                                       | Morelia         |
| 1951-1952     | La Concepción       | Triangular final ganado por la concepción | San Sebastián   |
| 1952-1953     | Irapuato            | 2-1                                       | Moctezuma       |
| 1953-1954     | Irapuato            | Triangular final ganado por Irapuato      | Laguna          |
| 1954-1955     | Laguna              | 1-0                                       | Atlas           |
| 1955-1956     | Morelia             | 0-0 (2-1, pen.)                           | Laguna          |
| 1956-1957     | San Sebastián       | 2-1                                       | Politécnico     |
| 1957-1958     | Nacional            | 3-3 (6-4, pen.)                           | Monterrey       |
| 1958-1959     | Poza Rica           | 3-1                                       | Tampico         |
| 1959-1960     | Texcoco             | 7-3                                       | Laguna          |
| 1960-1961     | Poza Rica           | 2-1                                       | Pumas UNAM      |
| 1961-1962     | Ciudad Madero       | 6-3                                       | Tepic           |
| 1962-1963     | Poza Rica           | 2-1                                       | Zacatepec       |
| 1963-1964     | Pachuca             | 7-5                                       | Tepic           |
| 1964-1965     | Poza Rica           | 3-2                                       | Orizaba         |
| 1965-1966     | Pachuca             | 2-0                                       | Poza Rica       |
| 1966-1967     | Zacatepec           | 4-2                                       | Tampico         |
| 1967-1968     | Poza Rica           | 2-1                                       | Celaya          |
| 1968-1969     | Torreón             | 4-0                                       | Puebla          |
| 1969-1970     | Zamora              | 2-1 (15-12p)                              | Puebla          |
| 1970-1971     | Unión de Curtidores | 2-0                                       | Salamanca       |
| 1971-1972     | Naucalpan           | 5-4                                       | Atlas           |
| 1972-95       | No se disputó       | No se disputó                             | No se disputó   |
| 1995-1996     | Chivas Rayadas      | 2-1                                       | Cruz Azul Jasso |
| 1996-2013     | No se disputó       | No se disputó                             | No se disputó   |
| Apertura 2013 | Cruz Azul (Jasso)   | 1-0                                       | Irapuato        |
| Clausura 2014 | Indios de la UACJ   | 0-0 (5-4 pen.)                            | Irapuato        |
| Apertura 2014 | Murciélagos         | 3-1                                       | Ocelotes UNACH  |
| Clausura 2015 | Tecos               | 2-1                                       | Gallos Blancos  |

### Palmarés
| Club                 | Campeón | Subcampeón |
| -------------------- | ------- | ---------- |
| Poza Rica            | 5       | 1          |
| Irapuato             | 3       | 2          |
| Pachuca              | 2       | 0          |
| Laguna               | 1       | 2          |
| La Concepción        | 1       | 0          |
| Torreón              | 1       | 1          |
| Morelia              | 1       | 0          |
| San Sebastián        | 1       | 0          |
| Nacional             | 1       | 0          |
| Texcoco              | 1       | 0          |
| Ciudad Madero        | 1       | 0          |
| Zamora               | 1       | 0          |
| Unión de Curtidores  | 1       | 0          |
| Naucalpan            | 1       | 0          |
| Chivas Rayadas       | 1       | 0          |
| Cruz Azul (Jasso)    | 1       | 0          |
| Indios de la UACJ    | 1       | 0          |
| Murciélagos          | 1       | 0          |
| Tecos                | 1       | 0          |
| Puebla               | 0       | 2          |
| Atlas                | 0       | 2          |
| Tampico              | 0       | 2          |
| Moctezuma            | 0       | 1          |
| Politécnico          | 0       | 1          |
| Monterrey            | 0       | 1          |
| Universidad Nacional | 0       | 1          |
| Tepic                | 0       | 1          |
| Zacatepec            | 0       | 1          |
| Orizaba              | 0       | 1          |
| Celaya               | 0       | 1          |
| Salamanca            | 0       | 1          |
| Cruz Azul (México)   | 0       | 1          |
| Ocelotes UNACH       | 0       | 1          |
| Gallos Blancos       | 0       | 1          |

## Historial de Copa de la Liga de Nuevos Talentos (Serie B)
| Año           | Campeón        | Resultado       | Subcampeón            |
| ------------- | -------------- | --------------- | --------------------- |
| Apertura 2013 | Chivas Rayadas | 6-4             | América Coapa         |
| Clausura 2014 | Chivas Rayadas | 2-1             | Académicos            |
| Apertura 2014 | América Coapa  | 2-2 (3-2, pen.) | Alto Rendimiento Tuzo |
| Clausura 2015 | América Coapa  | 5-2             | Alto Rendimiento Tuzo |

### Palmarés
| Club                  | Campeón | Subcampeón |
| --------------------- | ------- | ---------- |
| América Coapa         | 2       | 1          |
| Chivas Rayadas        | 2       | 0          |
| Alto Rendimiento Tuzo | 0       | 2          |
| Académicos            | 0       | 1          |